# Madden Football 64
Madden Football 64 är ett fotbollsdatorspel. Det var det första spelet i Madden NFL-serien som skulle släppas för Nintendo 64, liksom det första Madden-spelet som ska vara helt i 3D. Spelet har kommentarer av Pat Summerall och John Madden.